# فینلاند
فینلاند (به آلمانی: Finneland) یک شهر در آلمان است که در بورگنلاندکرایس واقع شده‌است. فینلاند ۱٬۱۲۶ نفر جمعیت دارد.